# Brian Reffin Smith
Brian Reffin Smith, né en 1946 à Sudbury, Royaume-Uni, est un 'Pataphysicien et un artiste conceptuel, souvent utilisant les ordinateurs et la dérision généralisée. Travaillant depuis 1968 avec des ordinateurs, dans le but de résister au déterminisme technologique et à la technologie « du dernier cri » qui pourraient simplement produire de l'art « à l'état de la technologie », il est un pionnier de l'art conceptuel sur ordinateur. Il explore l'art zombie et le détournement ou « hijacking » des systèmes, mécanismes etc. des secteurs scientifiques et technologiques, afin de faire de l'art. Membre de l'Oupeinpo. Régent du Collège de 'Pataphysique, tenant la Chaire de Catachimie et de Métallurgie computative.
Il a édité 10 livres pour enfants sur les ordinateurs, et sur l'art et ordinateur, dont un a été traduit en 28 langues.
Smith prétend être devenu zombie, et par conséquent d'avoir une perspicacité plus profonde dans des problèmes d'intelligence artificielle et d'art, après une opération du cœur bousillée dans un hôpital de Paris quand, au lieu du ballon de latex plus habituellement employé pour gonfler une artère bloquée pendant l'angioplastie, l'équipe a eu recours à un poisson lune, ou fugu.

## Biographie
Brian Reffin Smith est le 16 août 1946 à Sudbury.
Après avoir suivi ses études à la Brunel University (B.Tech) et au Royal College of Art de Londres (MA RCA), il devient enseignant en art et design informatique au Royal College of Art de 1979 à 1984 et à l'Université Paris 1 puis professeur à l'École nationale supérieure d'art de Bourges.
Gagnant du premier Prix Ars Electronica, Linz, Autriche ("Goldene Nike") en 1987, il vit et travaille à Berlin et en France.

## Citations
(Lecture / Performance, International Fantasy Film Festival, Neufchâtel, Suisse, 2010) :

« Entre le noir et le blanc, il y a toujours le rouge… »

« Naturellement les ordinateurs et d'autres dispositifs ne comprendront jamais les conversations coulantes, allusives… Mais ils ne s'inquiéteront pas. »

« Le but de l'ordinateur dans l'art est de le rendre plus difficile et problématique, non facile. »

« i, la racine carrée imaginaire de moins 1 (√-1) est aux nombres réels ce que l'ordinateur est - ou devrait l'être - à l'art. »

« il m'a aussi dit qu'il avait conçu un programme avec des BBC_Micro Acorn qui communiquaient avec des laisons RS232 qui permettait de comprendre que l'on ne pourrait pas dessiner à plusieurs avec son programme. »

## Expositions

### Expositions collectives
- Art for Society, Whitechapel Gallery, Londres, 1979
- Electra, Musée d'Art Moderne de la Ville de Paris, 1983
- Ars Electronica, 1987, Linz (premier prix, Golden Nike);
- Pixim, 1988, La Villette, Paris;
- Siggraph, 1988, États-Unis et Moscou
- Galerie Zwinger et Krammig & Pepper Contemporary, Berlin, 1986-2010.

### Expositions personnelles
Il a exposé notamment à La Galerie Municipale A3, Moscou (Berlin in Moscow), La Galerie des Beaux Arts, Nantes, la Fondation Cartier, Paris, Le Quai, Mulhouse, Art Cologne, Centre Culturel, Albi, Galerie Natkin-Berta, Paris, Art Forum Berlin, Galerie Wilma Tolksdorf, Hambourg, Galerie Edouard Manet, Gennvilliers, les galeries privées et publiques en l'Europe et notamment aux Galeries Zwinger, Pepperprojects et Krammig & Pepper Contemporary, Berlin.